# Ambrose Bierce
Ambrose Gwinett Bierce (Meigs, Ohio Estados Unidos, 24 de junio de 1842-Chihuahua, 1914) fue un editor, periodista, escritor y satírico estadounidense. Escribió el cuento An Occurrence at Owl Creek Bridge (El incidente del Puente del Búho) y compiló el léxico satírico, el Diccionario del Diablo. Su vehemencia como crítico y su visión sardónica de la naturaleza humana que mostró su trabajo le ganó el apodo de «Bitter Bierce» («El amargo Bierce»).
Bierce empleó un estilo distintivo de escritura, especialmente en sus historias. Su estilo a menudo abarca un comienzo abrupto, imágenes oscuras, vagas referencias al tiempo, descripciones limitadas, eventos imposibles y el tema de la guerra.
En 1913, Bierce viajó a México para adquirir experiencia de primera mano de la Revolución mexicana. Se rumoreaba que viajaba con tropas rebeldes, y no se le volvió a ver.

## Infancia y adolescencia
Bierce nació en una cabaña en Horse Cave Creek, en el condado de Meigs, Ohio, y creció en el condado de Kosciusko, Indiana, Indiana. Fue el décimo de doce hijos. Sus padres, Marcus Aurelius y Laura Sherwood Bierce, granjeros de profunda fe calvinista, les dieron a todos ellos nombres que empezaban con la letra «A»: Amos, Andrew, Augustus, Ambrose... Mientras que Marcus Aurelius, agricultor sin fortuna, adolecía de un carácter extravagante y apático, que prefería pasar el tiempo en la lectura bíblica y de Lord Byron, fue la madre, mujer temperamental y dominante, quien se encargó de sustentar a toda la familia.
En aquel ambiente puritano lleno de represiones y prejuicios, casi todos los hermanos adquirieron un carácter difícil y sinuoso. De este menoscabo no se libró Ambrose, en quien se fue fraguando hacia su propia familia un odio visceral del cual, por razones que desconocemos, sólo libró a su hermano Albert. Durante estos años de formación, otro de los hermanos, en rebelión contra aquel autoritarismo doméstico, se fugó de la casa para acabar como actor y forzudo de feria, mientras que una hermana acabó sus días devorada por caníbales en África, a donde había huido para ejercer de misionera.
Todavía adolescente, Ambrose tuvo amoríos con una mujer de más de setenta años, a quien más tarde él mismo definiría como "culta y todavía atractiva". Poco después, en 1859, Bierce ingresa en la Escuela Militar de Kentucky, donde su estancia se truncó prematuramente a causa de un accidente, supuestamente intencionado, que acabó incendiando el establecimiento.

## En la guerra de Secesión y vida militar
Al comienzo de la guerra civil estadounidense, el 19 de abril de 1861, Bierce se alistó en el 9.º Regimiento de Voluntarios de Infantería de Indiana. Comenzó la campaña como oficial topógrafo para determinar los campos de batalla apropiados en la brigada del general Willian Hazen, perteneciente al Ejército de Ohio (luego Ejército de Cumberland) del general Buell. Ese mismo año luchó en la batalla de Shiloh, experiencia terrible que utilizó más tarde en algunos de sus cuentos.
Participó también en el asedio de Corinth, en la batalla de Stones River, en la campaña de Tullahoma, en las batallas de Chickamauga y Chattanooga.
En 1864 estuvo con su unidad, integrada al Ejército de Sherman, en la campaña de Atlanta, combatiendo en Rocky Face Ridge, Resaca, Kennesaw Mountain, siendo en esta última gravemente herido el 27 de junio. En septiembre de 1864 estaba de nuevo en combate, luchando en la batalla de Franklin, que le valió el ascenso a capitán en campaña (brevet), y en la batalla de Nashville, siendo días después licenciado, en enero de 1865, y obtuvo el ascenso en campaña a comandante (mayor).
Acabada la guerra, se le confía la administración de los bienes abandonados y capturados en Selma (Alabama). En el verano de 1866 participó con su antiguo jefe, general Hazan, en una expedición por los territorios indios, siendo destinado a Fort Laramie, y solicitó su ingreso en el ejército regular. Cuando a finales de año la expedicíón regresó a San Francisco, Bierce fue aceptado en el ejército, pero no como capitán, su grado al acabar la Guerra Civil, que era lo que él esperaba, sino como segundo teniente. Renunció entonces a la vida militar.

## Matrimonio
En 1871 se casó con la bella Mary Ellen (Molly) Day, con la que tuvo tres hijos: Day, Leigh y Helen. A pesar de la fama y fortuna que persiguieron al escritor durante sus años de matrimonio, estos no aportarían al escritor demasiados momentos felices: en 1888 se separó tras descubrir unas cartas comprometedoras de un admirador a su esposa. En 1904 obtuvo el divorcio.
Bierce sobrevivió a sus hijos varones: uno fallecería en una pelea, y alcoholizado el otro. Él mismo estuvo enfermo toda su vida, como consecuencia del asma y de las secuelas de sus heridas de guerra.

## Periodismo
Tras licenciarse, se dio a conocer como periodista en San Francisco, donde colaboró en The Argonaut, The Overland Monthly y New Letters, del que fue nombrado director en 1868. Es la época en la que se hará buen amigo personal de Mark Twain, de cuyo fluido y expeditivo modo de escribir se vuelve admirador entusiasta.
Desde 1872 hasta 1875 vivió con Mary Ellen en Londres, donde escribió. De vuelta a Estados Unidos, se estableció de nuevo en San Francisco, donde se convirtió en columnista y editor del San Francisco Examiner, propiedad de William Randolph Hearst. Convertido ya en el escritor más célebre de la costa occidental, en 1889 se trasladó a Washington D. C., pero continuó su relación con los diarios de Hearst hasta 1906.

## Trabajos literarios
En Londres escribió sus primeras narraciones cortas, aparecidas en revistas y recopiladas más tarde en tres tomos, que le crearon fama de humorista cáustico y mordaz. Su estilo se caracteriza por el constante uso de la ironía. Misántropo como Jonathan Swift, a quien tanto se parece, expresó su pesimismo en cuentos y relatos cortos que no se hacen excesivas ilusiones sobre la bondad esencial del hombre y la mujer. También compuso Fábulas fantásticas y un Esopo enmendado, críticas corrosivas de la corrupción política estadounidense. Verbigracia, "El legislador y el jabón":

Un Miembro de la Legislatura de Kansas que se cruzaba con una pastilla de jabón pasó junto a ella sin reconocerla, pero el jabón insistió en detenerlo y estrecharle las manos. Pensando que se hallaba en el goce de su inmunidad parlamentaria, el legislador le dio un
cordial e intenso apretón de manos. Al abandonarlo, advirtió que una parte del jabón había quedado adherida en sus dedos y, corriendo muy alarmado hacia un arroyo, procedió a lavárselos. Para poder hacerlo se vio obligado a frotarse ambas manos y cuando terminó de lavarlas quedaron tan blancas que se metió en la cama y mandó llamar a un médico.

De regreso a San Francisco se convirtió en el árbitro de los círculos políticos y literarios. Hizo gala de su humor macabro en The Monk and the Hangman's Daughter (1892) y de ingenio satírico en su libro de versos Shapes of Clay (1903).
Se lo considera heredero literario directo de sus compatriotas Edgar Allan Poe, Nathaniel Hawthorne y Herman Melville. Cuentista de primer orden, le debemos algunos de los mejores relatos macabros de la historia de la literatura: La muerte de Halpin Frayser, La cosa maldita, Un suceso en el puente sobre el río Owl, Un habitante de Carcosa, Un terror sagrado, La ventana tapiada, etc. Bierce es el escritor que gran parte de la crítica sitúa al lado de Poe, Lovecraft y Maupassant en el panteón de ilustres cultivadores del género terrorífico. A través de sus contundentes filigranas, se evidenció como maestro absoluto en la recreación de tensas atmósferas desasosegantes en medio de las cuales detona repentinamente un horror «físico», absorbente y feroz.
Algunos elementos de la obra de Bierce fueron tomados por el también escritor de relatos de terror H. P. Lovecraft para incorporarlos a sus Mitos de Cthulhu. Este segundo autor, en su obra Supernatural Horror in Literature (El horror sobrenatural en la literatura, ensayo incluido en Dagon and Other Macabre Tales), escribió sobre los relatos de Bierce que «en todos ellos hay una maleficencia sombría innegable y algunos siguen siendo verdaderas cumbres de la literatura fantástica estadounidense». Lovecraft dedica unas cinco o seis páginas (según la edición) de dicho ensayo a Bierce, a quien atribuye un lugar «más próximo a la verdadera grandeza» que el ocupado por el irlandés Fitz James O'Brien, en una escala ocupada en su lugar más alto por Edgar Allan Poe y Nathaniel Hawthorne. No obstante, hace gala H. P. Lovecraft de una gran imparcialidad que le hace creíble, al no escatimar desaprobaciones como calificar la obra de Bierce como de «un tanto irregular: muchos de sus relatos son evidentemente mecanicistas y están estropeados por un estilo desenfadado, artificioso y vulgar, procedente de estilos periodísticos» y otras, aunque el tono general de toda la reseña crítica resulta mucho más elogioso que negativo. Cita también H. P. Lovecraft en relación con Bierce, el laudatorio criterio de Samuel Loveman, «poeta y crítico actual que conoció personalmente a Bierce».
Si bien se suele encasillar a Bierce como un autor de cuentos de terror, no todos sus textos pertenecen a ese género; en cambio, sus textos suelen contener una fuerte dosis de sarcasmo o de lúcida ironía, que a menudo se convierte en un agudo humor negro por el uso del tópico literario del mundo al revés. Se considera su mejor libro In the midst of life, conocido también como Cuentos de soldados y civiles, que comprende sus más sombríos relatos. Su obra más conocida es el Diccionario del Diablo.

## Desaparición
En octubre de 1913, Bierce partió de Washington D. C. para recorrer los antiguos campos de batalla de la Guerra Civil. En diciembre cruzó a México por El Paso, que por entonces estaba en desarrollo. En Ciudad Juárez se unió al ejército de Pancho Villa como observador, llegando hasta Chihuahua, donde su rastro se desvanece. La última acción registrada fue de una carta que escribió a un amigo, fechada el 26 de diciembre. Se trata de una de las desapariciones más famosas de la historia de la literatura: H. P. Lovecraft y August Derleth se refieren a ella en su novela El que acecha en el umbral (The Lurker in the Threshold, 1945):
"Ambrose Bierce, y aquí llegamos a algo de naturaleza siniestra (pues Bierce se interesaba en asuntos extraterrenos), desapareció en México. Se dijo que había muerto luchando contra Villa, pero en la época de su desaparición debía de tener más de setenta años y era prácticamente un inválido. Jamás se volvió a saber de él. Esto ocurrió en mil novecientos trece."
Aunque desde entonces se han lanzado muchas teorías, el misterio permanece.
Antes de partir a México, en una carta fechada el 1 de octubre de 1913, escribió a una de sus familiares en Washington: «Adiós. Si oyes que he sido colocado contra un muro de piedra mexicano y me han fusilado hasta convertirme en harapos, por favor, entiende que yo pienso que esa es una manera muy buena de salir de esta vida. Supera a la ancianidad, a la enfermedad, o a la caída por las escaleras de la bodega. Ser un gringo en México. ¡Ah, eso sí es eutanasia!».
En la Enciclopedia Británica se hace la suposición de que pudo haber fallecido en el sitio de Ojinaga (enero de 1914), pues un documento de la época consigna la muerte en esta batalla de «un gringo viejo». La fecha generalmente aceptada de su muerte es 1914. La tradición oral de la villa de Sierra Mojada (Coahuila), documentada por el sacerdote Jaime Lienert, atestigua que Bierce fue ejecutado por fusilamiento en el cementerio del pueblo.
Existe la versión que Ambrose Bierce que era muy afecto a los fenómenos paranormales, se adentró en lo que hoy es conocido como La Zona del Silencio que es un área localizada en la parte central del Bolsón de Mapimí, entre los estados mexicanos de Chihuahua, Coahuila y Durango. El Bolsón de Mapimí está situado en la parte centro-norte de México, a unos 180 km al noroeste de La Laguna que tiene como ciudades principales a Torreón, Gómez Palacio y Lerdo. Forma parte del Desierto chihuahuense.
La Zona del Silencio se encuentra situada entre Durango, Chihuahua y Coahuila, entre los paralelos 26º y 28º. Su nombre proviene del mito urbano de que las ondas de radio no pueden ser transmitidas en el lugar de manera normal, lugar en donde hay muchos meteoritos, aumento del magnetismo, presencia de fauna y flora diferentes a otros sitios y aparición de alienígenos.

## Legado e influencia
Al menos se han hecho tres películas sobre el cuento El incidente del Puente del Búho: una muda de 1920; otra, francesa, llamada La Rivière du Hibou, de 1962, y una tercera versión en 2005. La segunda de ellas fue utilizada para un episodio de la serie de televisión Dimensión Desconocida (The Twilight Zone), y una adaptación suya se incluyó en la serie Alfred Hitchcock presenta.
El novelista Carlos Fuentes escribió una novela sobre los últimos años de Bierce titulada Gringo viejo, que se llevó al cine como Old Gringo, interpretada por Gregory Peck y Jane Fonda, siendo dirigida por el argentino Luis Puenzo.
Como personaje Ambrose Bierce aparece en la película From Dusk Till Dawn 3: The Hangman's Daughter protosecuela de From Dusk Till Dawn en donde es interpretado por Michael Parks.
El escritor Pedro Paunero  en su obra “Señor de las máscaras” pionera en el subgénero Weird Western y Steampunk en México, trata sobre la desaparición del periodista americano Ambrose Bierce, en el que se conjugan el Terror y la Ciencia ficción en el marco de la Revolución mexicana.
El novelista americano Oakley Hall escribió y publicó desde 1998 hasta el 2005 una serie de cinco novelas, cuyo protagonista es Ambrose Bierce, trabajando como periodista en distintos medios y resolviendo misteriosos crímenes. Los títulos de las cinco novelas son:
Ambrose Bierce and the Queen of Spades (1998)
Ambrose Bierce and the Death of Kings (2001)
Ambrose Bierce and the One-Eyed Jacks (2003)
Ambrose Bierce and the Trey of Pearls (2004)
Ambrose Bierce and the Ace of Shoots (2005)

## Obras

### Libros
- The Fiend's Delight (1873)
- Cobwebs from an Empty Skull (1874)
- The Dance of Death (con Thomas A. Harcourt y William Rulofson como William Herman) (1877)
- El incidente del Puente del Búho (An Occurrence at Owl Creek Bridge, 1891)
- Tales of Soldiers and Civilians (Cuentos de soldados y civiles) (1891), cuyo título fue cambiado más tarde por el de En medio de la vida (In the Midst of Life), con reminiscencia del primer verso de la Divina Comedia. En estos relatos, los protagonistas son personajes normales a quienes, con su propia colaboración involuntaria, el destino arrastra invariablemente a un hado fatal.
- Black Beetles in Amber (1892)
- The Monk and the Hangman's Daughter (1892)
- Can Such Things Be? (¿Puede ocurrir esto?) (1893), colección de cuentos de terror sobrenatural.
- Fantastic Fables (1899)
- The shadow on the dial, and other essays (1909)
- The Devil's Dictionary (Diccionario del diablo) (1911)
- Collected Works (1909)
- Write It Right (1909)
- A Horseman in the Sky, A Watcher by the Dead, The Man and the Snake (1920)??
- A Vision of Doom: Poems by Ambrose Bierce (1980)

### Cuentos
| - The Haunted Valley (1871). Publicado por primera vez en el Overland Monthly, periódico que muchos años después daría a luz pública las primeras narraciones de Jack London. Este relato fue incluido más tarde en la colección Cuentos de civiles y soldados. - Una Rebelión de Los Dioses (1886) - Un habitante de Carcosa (An Inhabitant of Carcosa, 1888), cuento publicado más tarde en la colección ¿Puede ocurrir esto? - One of the Missing (1888) - La ventana tapiada (The Boarded Window, 1891) - Chickamauga (Idem, 1891) - The Eyes of the Panther (1891) - El pastor de Haita (Haita the Shepherd, 1891) - El hombre y la víbora (The Man and the Snake, 1891) - El dedo medio del pie derecho (The Middle Toe of the Right Foot, 1891) - Lo que pasó en el puente de Owl Creek (An Occurrence at Owl Creek Bridge, 1891) - The Suitable Surroundings (1891) - A Tough Tussle (1891) - El acompañante del muerto (A Watcher by the Dead, 1891) - Desapariciones misteriosas (Mysterious Disappearances, 1893) - An Adventure at Brownville (1893) - A Baby Tramp (1893) - Bodies of the Dead (1893) - La muerte de Halpin Frayser (The Death of Halpin Frayser, 1893) - El famoso legado Gilson (The Famous Gilson Bequest, 1893) - John Bartine's Watch (1893) - Sucesos nocturnos en la Quebrada del Hombre Muerto (The Night-Doings at 'Deadman's, 1893) - Un naufragio psicológico (A Psychological Shipwreck, 1893) - El reino de lo Irreal (The Realm of the Unreal, 1893) - The Secret of Macarger's Gulch (1893) | - La cosa maldita (The Damned Thing, 1894) - A Vine on a House (1905) - The Moonlit Road (1907) - The time, The moon fought back (1911) - Beyond the Wall (1909) - A Diagnosis of Death (1909) - A Jug of Syrup (1909) - Partida de ajedrez (Moxon's Master, 1909) - Staley Fleming's Hallucination (1909) - El desconocido (The Stranger, 1909) - The Way of Ghosts (1909) - El caso del desfiladero de Coulter (The Affair at Coulter's Notch) - Una escaramuza en los puestos de avanzada (An Affair of Outposts) - The Applicant - The Baptism of Dobsho - A Bottomless Grave - The City of the Gone Away - The Coup de Grace - Curried Cow - The Failure of Hope and Wandel - George Thurston - A Holy Terror - Un jinete en el cielo (A Horseman in the Sky) - El hipnotizador (The Hypnotist) - Una conflagración imperfecta (An Imperfect Conflagration) - El patriota ingenioso (The Ingenious Patriot) - John Mortonson's Funeral | - Jupiter Doke, Brigadier-General - Muerto en Resaca (Killed at Resaca) - A Lady from Redhorse - The Little Story - The Major's Tale - The Man Out of the Nose - The Mocking-Bird - The Monk and the Hangman's Daughter - Mr Swiddler's Flip-Flap - Mi crimen favorito (My Favourite Murder) - Aceite de perro ( Oil of Dog) - One Kind of Officer - One of Twins - One Officer, One Man - One Summer Night - Parker Adderson, filósofo (Parker Adderson, Philosopher) - Perry Chumly's Eclipse - A Providential Intimation - The Race at Left Bower - A Resumed Identity - A Revolt of the Gods - Some Haunted Houses - A Son of the Gods - The Story of a Conscience - The Tail of the Sphinx - Visiones nocturnas (Visions of the Night) - El viudo Turmore (The Widower Turmore) - An Arrest - Revenge . al otro lado de la pared |